# Гагиев, Александр Максимович
Александр Максимович Гагиев (1922—1981) — советский лётчик торпедоносной авиации Военно-Морского флота в Великой Отечественной войне. Герой Советского Союза (6.03.1945). Полковник (19.09.1967).

## Биография
Родился 16 июня 1922 года в городе Владикавказ Осетинского округа Горской АССР РСФСР (ныне административный центр Республики Северная Осетия — Алания Российской Федерации) в семье служащего. Осетин. После окончания средней школы на улице Маркова в Орджоникидзе в 1937 году два года учился в техникуме электромеханизации, одновременно занимался в городском аэроклубе.
В ряды Рабоче-крестьянского Красного Флота призван в ноябре 1939 года и направлен в Военно-морское авиационное училище имени И. В. Сталина (Ейск), которое окончил в июле 1941 года. После окончания училища служил пилотом в 1-м и в 3-м запасных авиационных полках ВМФ. В октябре 1941 года получил назначение в 4-й минно-торпедный авиационный полк ВВС Тихоокеанского флота.
С февраля 1944 года участвовал в Великой Отечественной войне. Был зачислен в состав 51-го минно-торпедного авиационного полка 8-й минно-торпедной авиационной дивизии военно-воздушных сил Балтийского флота, летал на торпедоносце A-20G «Бостон», полученном из США по ленд-лизу. Начав воевать лётчиком, в мае 1944 года повышен на должность командира звена. В августе 1944 года его перевели командиром звена в 1-й гвардейский минно-торпедный авиационный полк ВВС Балтийского флота, где он воевал до Победы. В задачу торпедоносцев входило нанесение торпедных и бомбовых ударов по надводным целям в акватории Балтийского моря и постановка морских мин. Первый немецкий транспорт экипаж гвардии лейтенанта А. М. Гагиева потопил 5 июля 1944 года. Участвовал в Выборгской, Прибалтийской, Восточно-Прусской, Восточно-Померанской и Берлинской наступательных операциях. Штурманом в его экипаже летал Р. С. Демидов.
Всего к октябрю 1944 года командир звена 1-го гвардейского минно-торпедного авиационного полка (8-я минно-торпедная авиационная дивизия ВВС ВМФ, ВВС Балтийского флота) гвардии лейтенант А. М. Гагиев совершил 28 боевых вылетов, потопив 4 транспорта и 1 подводную лодку противника, а также повредив ещё один крупный транспорт. В воздушных боях сбил один вражеский истребитель.
Указом Президиума Верховного Совета СССР от 6 марта 1945 года «за образцовое выполнение боевых заданий командования на фронте борьбы с немецко-фашистскими захватчиками и проявленные при этом отвагу и геройство» гвардии лейтенанту Гагиеву Александру Максимовичу присвоено звание Героя Советского Союза с вручением ордена Ленина и медали «Золотая Звезда».
Всего за время участия в боевых действиях экипажем А. М. Гагиева было совершено 106 боевых вылетов, в ходе которых было нанесено 60 ударов торпедами, проведено 20 топмачтовых бомбометаний и 26 постановок мин. Экипажем потоплено 6 транспортов противника общим водоизмещением 27500 тонн и подводная лодка. Ещё несколько надводных целей было выведено из строя или сильно повреждено.
После войны Александр Максимович продолжил службу в ВВС Балтийского флота в рядах того же полка, в декабре 1945 года стал заместителем командира эскадрильи. В 1949 году окончил Высшие офицерские лётно-тактические курсы авиации ВМС (Рига). Затем служил в той же должности до 1950 года, когда направлен учиться в академию. В 1953 году он окончил Военно-морскую академию имени К. Е. Ворошилова в Ленинграде.
С октября 1953 года — преподаватель цикла теории полета ВМАУ имени И. В. Сталина, с апреля 1955 года — преподаватель цикла минно-торпедной авиации и военно-морских сил Центральных лётно-тактических курсов усовершенствования офицерского состава авиации ВМС. С сентября 1961 года — заместитель начальника оперативно-разведывательного отделения по боевой подготовке 384-й минно-торпедной дивизии авиации Балтийского флота, с января 1962 года — старший помощник начальника авиационного отдела по оперативной и боевой подготовке 6-го Государственного центрального полигона ВМФ. С сентября 1965 года — заместитель начальника отдела боевой подготовки – лётчик штаба авиации Балтийского флота. С декабря 1969 года — начальник группы авиации поисково-спасательной службы ВМФ. В отставку А. М. Гагиев вышел в июле 1975 года в звании полковника.
Жил в Ленинграде, работал старшим инженером в научно-исследовательском институте. Затем переехал в Москву, где работал ведущим инженером НИИ «Пульсар». 30 сентября 1981 года Александр Максимович скончался. Похоронен на Николо-Архангельском кладбище в Москве.

## Награды
- Медаль «Золотая Звезда» Героя Советского Союза (06.03.1945).
- Орден Ленина (06.03.1945).
- Три ордена Красного Знамени (13.10.1944; 24.10.1944; 23.05.1945).
- Орден Красной Звезды (26.10.1955)[9].
- Орден «За службу Родине в Вооружённых Силах СССР 3-й степени» (30.04.1975).
- Ряд медалей СССР.
- Медаль «30 лет освобождения Чехословакии Советской Армией» (ЧССР, 29.08.1974)

## Память
- Средняя общеобразовательная школа № 28 города Владикавказа названа именем Героя в 2018 году, на здании школы установлена мемориальная доска[10].